# 아나우

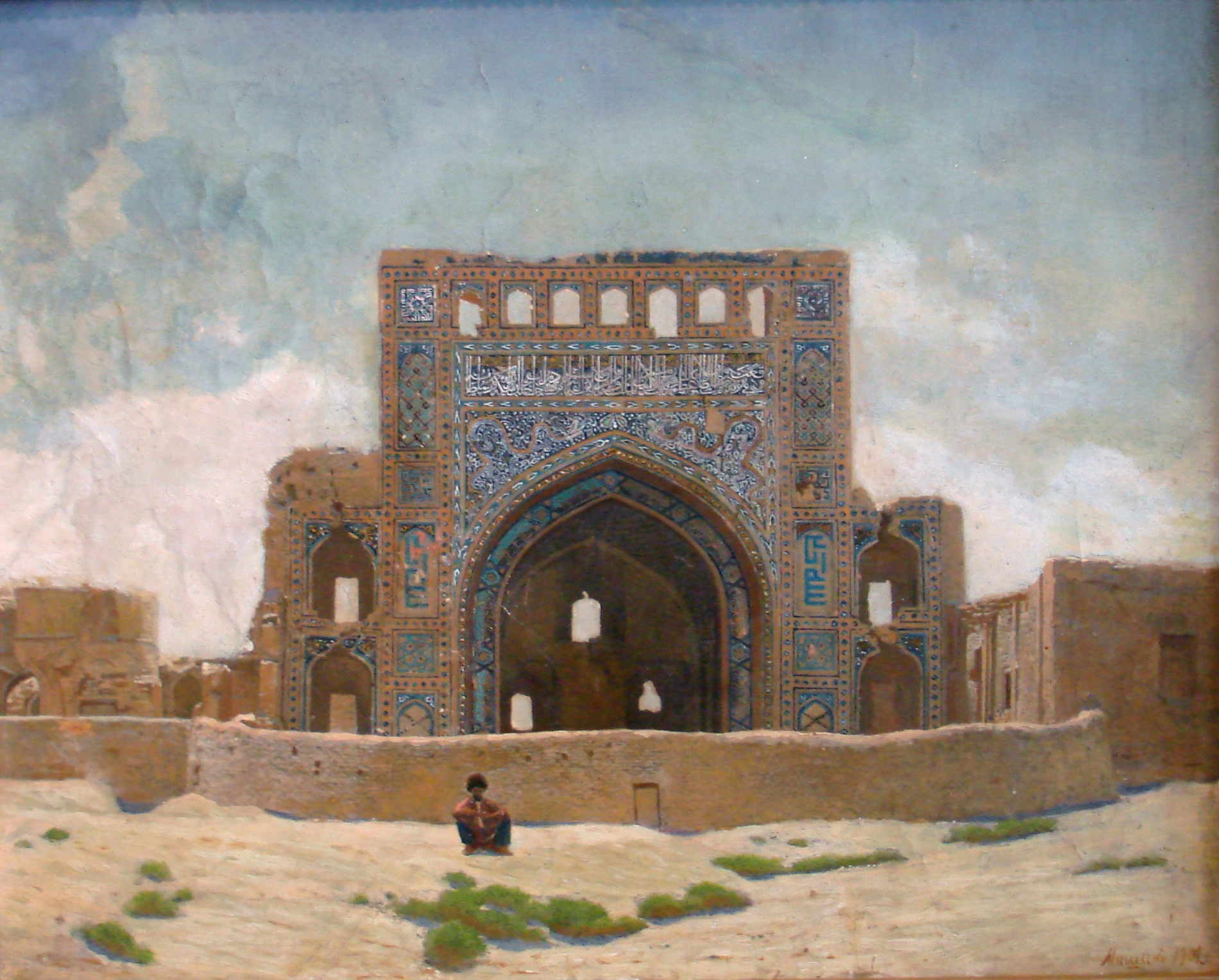

아나우(Anau, 투르크멘어: Änew)는 투르크메니스탄의 도시로 아할 주의 주도이며 인구는 9,332명(1989년 기준)이다. 아시가바트(투르크메니스탄의 수도)에서 남동쪽으로 8km 정도 떨어진 곳에 위치한다.
기원전 3000년부터 사람이 살기 시작했다. 도시 이름은 페르시아어로 "새로운 물"을 뜻하는 단어인 "아브이나우"(ab-i nau, آب نو)에서 유래된 이름이다.